# 21 век пр.н.е.

## Събития
- Поява на андроновската култура в Южен Сибир
- Около 2070 пр.н.е. – установяване на династията Ся в Китай

## Личности
- Антефикс – египетски фараон (2077 – 2065 пр.н.е.)